# Gleno
Gleno – miasto w Timorze Wschodnim, stolica administracyjna dystryktu Ermera, położone 30 km na południowy zachód od stolicy kraju Dili. Miasto zamieszkuje 29 000 osób.